# 沃羅尼夫齊 (捷奧菲波利區)
49°48′4″N 26°15′55″E / 49.80111°N 26.26528°E
沃羅尼夫齊（烏克蘭語：Воронівці）是位於烏克蘭西部的村莊，由赫梅利尼茨基州裡赫梅利尼茨基區的泰奧菲波爾市鎮負責管轄。該村始建於1420年，面積1.75平方公里，海拔高度299米，2001年人口570，人口密度每平方公里326.5人。